# André Léo
André Léo (pseudonym för Victoire Léodile Béra), född 18 augusti 1824 i Lusignan, död 20 maj 1900 i Paris, var en fransk romanförfattare, journalist och feminist.
Hon lämnade sin födelseregion 1851 tillsammans med sin blivande make, journalisten Pierre-Grégoire Chamseix för att undkomma Napoleon III:s polis. Hon valde därpå sin pseudonym genom att sammanföra namnen på sina två söner och engagerade sig hos republikanerna och feministen Paule Minck, med vilken hon senare skulle delta i Pariskommunen. Därvidlag samarbetade hon med Union des femmes för att försvara Paris och sköta de sårade. Hon skrev ledare i La Sociale och undgick repressionen efter Pariskommunen genom att fly till Schweiz. Där ingick hon ett förhållande med syndikalisten Benoît Malon.
På resande fot i Europa ägnade hon sig åt att studera kvinnans roll i samhället. Efter amnestin 1880 återvände hon till Paris och samarbetade med den socialistiska pressen. När hon dog 1900 efterlämnade hon många verk: åtskilliga romaner, sagor och essäer, och ett antal politiska artiklar och texter. I hennes skrifter kommer många idéer till uttryck som än idag har en brännande aktualitet.